# Nord-Aurdals kommun
Nord-Aurdals kommun (norska: Nord-Aurdal kommune) är en kommun i Innlandet fylke i Norge. Kommunens centralort är staden Fagernes. 
Nord-Aurdals kommun är vänort till Lidköpings kommun i Sverige.

## Administrativ historik
Nord-Aurdals kommun bildades på 1830-talet samtidigt med flertalet andra norska kommuner. 1894 bildades Etnedals kommun ur delar av Nord-Aurdals och Sør-Aurdals kommuner. 1979 gjordes gränsjusteringar i obebodda områden mellan Nord-Aurdals och Etnedals kommuner. 1984 överfördes ett obebott område, Makalausfjellet, från Etnedals kommun.

## Tätorter
I Nord-Aurdals kommun finns tre tätorter:
- Aurdal
- Fagernes (centralort)
- Leira

## Socknar
Inom Norska kyrkan är Nord-Aurdals kommun indelad i sex socknar:
- Aurdals socken
- Skrautvåls socken
- Svenes socken
- Tingnes socken
- Tisleidalens socken
- Ulnes socken

Socknarna ingår i Valdres prosteri i Hamars stift.